# Los Cuartos, Jalisco
Los Cuartos är en ort i Mexiko.   Den ligger i kommunen Unión de San Antonio och delstaten Jalisco, i den centrala delen av landet, 300 km nordväst om huvudstaden Mexico City. Los Cuartos ligger 1 939 meter över havet och antalet invånare är 126.
Terrängen runt Los Cuartos är platt västerut, men österut är den kuperad. Runt Los Cuartos är det mycket tätbefolkat, med 1 313 invånare per kvadratkilometer. Närmaste större samhälle är León de los Aldama, 15,2 km öster om Los Cuartos. I omgivningarna runt Los Cuartos växer huvudsakligen savannskog.